# Vincent Robert Capodanno
El Siervo de Dios Vincent Robert Capodanno (13 de febrero de 1929 – 4 de septiembre de 1967) fue un sacerdote católico, capellán castrense de la Armada de Estados Unidos y destinatario póstumo de la condecoración militar más alta de los Estados Unidos, la medalla de Honor, por sus acciones durante la guerra de Vietnam.

## Biografía
Capodanno nació en Staten Island, Nueva York, el 13 de febrero de 1929. Se graduó en la Curtis High School, Staten Island y asistió a la Universidad de Fordham durante un año antes de entrar en el seminario de los misioneros de Maryknoll en Ossining, Nueva York. Fue ordenado sacerdote en junio de 1957.
El primer destino del padre Capodanno como misionero fue con los aborígenes taiwaneses en las montañas de Taiwán, donde trabajó en una parroquia y más tarde en una escuela. Después de siete años, Capodanno regresó a los Estados Unidos y, a continuación, fue asignado a una escuela de Maryknoll en Hong Kong.
Los parientes de Capodanno residen en la actualidad en Nueva York, Nueva Jersey, Florida y Arizona.

### Servicio militar
En diciembre de 1965, el padre Capodanno recibió su Comisión como teniente en el Cuerpo de capellanes de la Armada. Fue asignado a la 1.ª División de Marines en Vietnam en abril de 1966.
A las 4:30 a. m., el 4 de septiembre de 1967, durante la Operación Swift en el distrito de Thang Binh del Valle de Que Son, elementos del Primer Batallón de Marines encontraron una gran unidad norvietnamita de unos 2500 hombres cerca de la aldea de Dong Son (Quang Nam). La Compañía D se encontró superada en número y, desorganizada, solicitó refuerzos. A las 9:14 AM, veintiséis Marines habían muerto y otra compañía de infantería de Marina se había unido a la batalla. A las 9:25 AM, el comandante del Primer Batallón de Marines pidió más refuerzos.
El padre Capodanno acudió entre los heridos y moribundos, dando la extremaunción y cuidando de sus infantes de Marina. Herido una vez en la cara y teniendo su mano casi rota, se desplazó para ayudar a un herido a sólo unas yardas de las ametralladoras del enemigo y fue alcanzado por el fuego norvietnamita. Su cuerpo fue recuperado y enterrado en la parcela de su familia en el cementerio de Saint Peters, West New Brighton, Staten Island, Nueva York.
El 27 de diciembre de 1968, el entonces Secretario de la Armada de los Estados Unidos Paul Ignatius notificó a la familia de Capodanno que se le concedía póstumamente la medalla de honor en reconocimiento de su sacrificio desinteresado. La ceremonia oficial tuvo lugar el 7 de enero de 1969.

## Causa de canonización
El 19 de mayo de 2002, se inauguró oficialmente la causa de canonización de Capodanno, y lo se conoce ahora como un Siervo de Dios.
En mayo de 2004 se presentó la documentación inicial a la Congregación para las causas de los Santos, con CatholicMil actuando como demandante y el padre Daniel Mode como postulador.
El 21 de mayo de 2006 el decreto pública de Siervo de Dios fue emitido por la Arquidiócesis castrense de Estados Unidos. La declaración fue hecha por el arzobispo Edwin F. O’Brien en Washington D. C.

## Honores y premios
Capodanno padre fue galardonado con las siguientes medallas:
| Medalla                                   | Imagen |
| ----------------------------------------- | ------ |
| Medalla de Honor                          |        |
| Estrella de Bronce                        |        |
| Corazón Púrpura                           |        |
| Presidential Unit Citation                |        |
| Medalla de Servicio en Defensa Nacional   |        |
| Medalla de Servicio en Vietnam            |        |
| Cruz de Galantería en Vietnam (con palma) |        |
| Medalla de la Campaña de Vietnam          |        |

### USS Capodanno

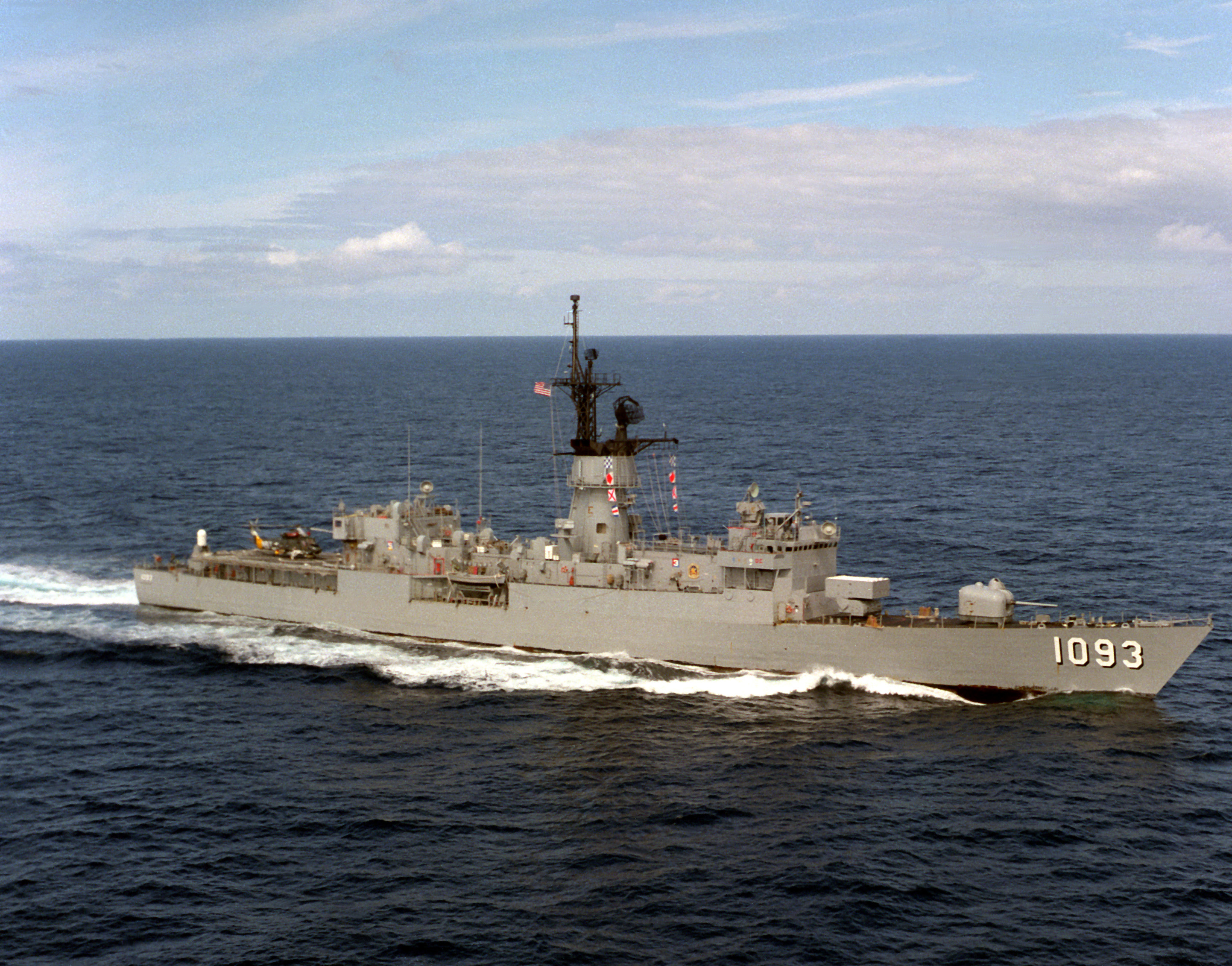
El USS Capodanno.

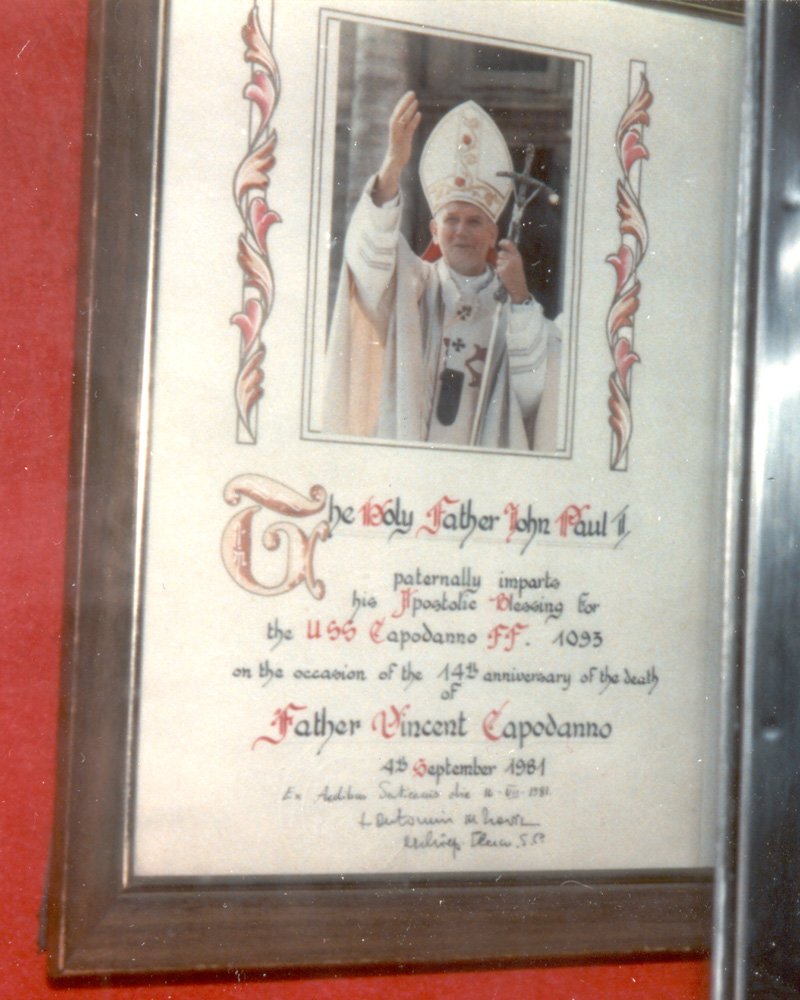
Certificado de bendición papal.

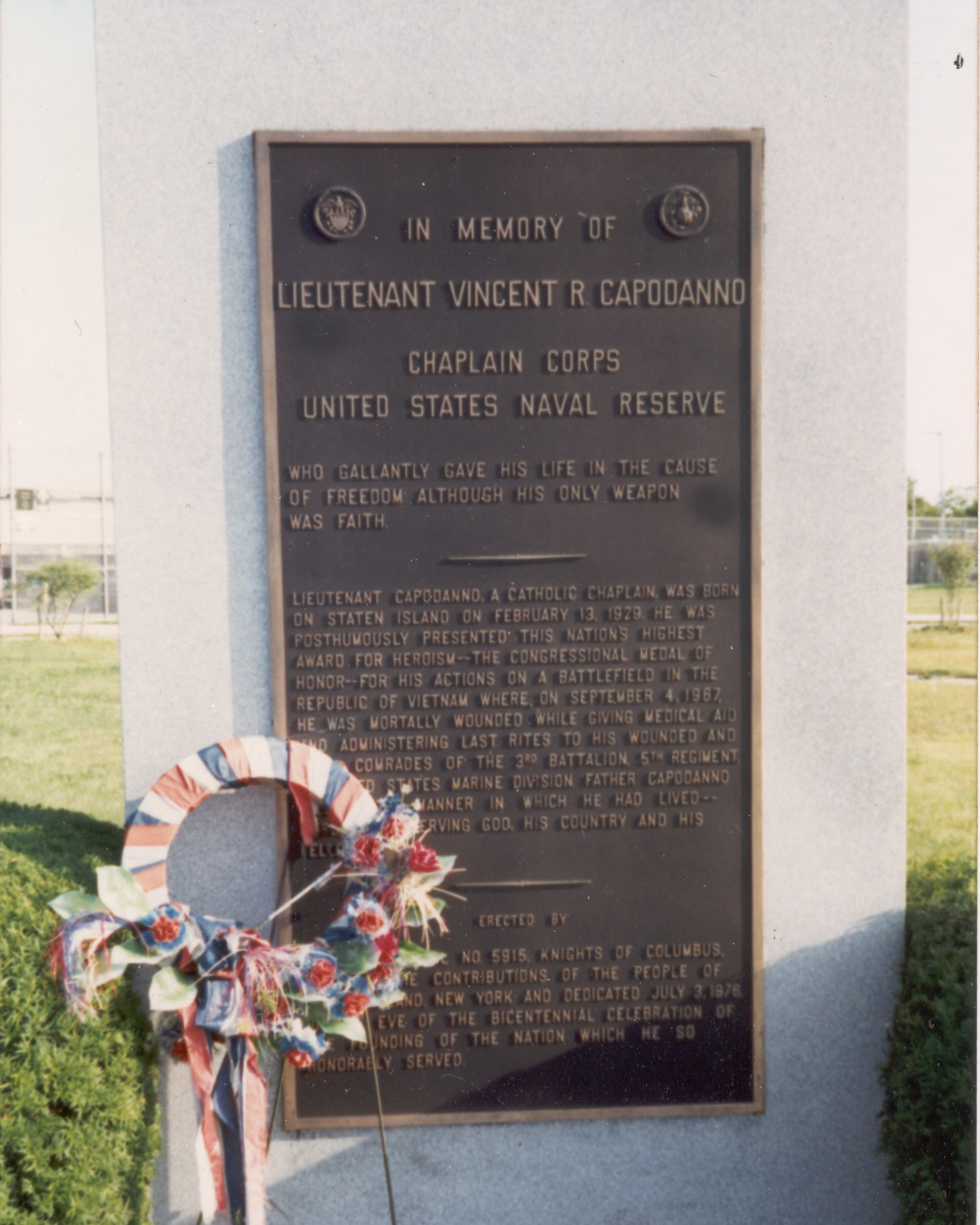
Monumento a Vincent Capodanno

La fragata USS Capodanno (FF-1093) fue nombrado en honor del teniente Capodanno. Fue comisionada el 17 de septiembre de 1973 y fue dado de baja el 30 de julio de 1993 y vendido a Turquía. Se convirtió en el primer barco de la flota de Estados Unidos que recibió una bendición papal cuando fue bendecida por el papa Juan Pablo II en Nápoles, Italia, el 4 de septiembre de 1981.

### Honores de la ciudad de Nueva York
En marzo de 1971, los caballeros de Colón de Staten Island trataron de tener un monumento público permanente honrar padre Capodanno. En octubre de 1974, se propuso un proyecto de ley para cambiar el nombre del Boulevard de la costa del mar al Boulevard del padre Capodanno; un año más tarde, el proyecto de ley fue aprobada por el alcalde de Nueva York.
La ciudad de Nueva York declaró el 3 de julio de 1976 "El día del Padre Capodanno" y celebró una misa, seguida de un desfile que incluía a la Guardia del cuerpo de Marines de Estados Unidos, las bandas de la Armada y el cuerpo de Marines de Estados Unidos y de los Boy y Girl Scouts.
Un monumento fue erigido en Staten Island. Está hecho de luz granito gris de Barre y tiene una placa de bronce.

### Capilla de San Vicente, Taiwán
La capilla de San Vicente fue la primera opción de la familia de Capodanno como monumento conmemorativo. Cuatro meses después de su muerte, se recogieron casi 4.000 dólares por organizaciones como La Legión Americana, los Veteranos de guerras extranjeras, los Caballeros de Colón y la Liga de la infantería de Marina. La capilla, sin embargo, no fue completada hasta 1993. Fue construido en la ciudad pequeña montaña de Thiankou, con la ayuda del padre Dan Dolan, otro pastor de ex Maryknoller y del Capodanno de padre cuando él era un misionero en Taiwán.

### Capodanno Hall, astillero naval de la Bahía de San Francisco
El astillero naval de la Bahía de San Francisco había dedicado Capodanno Hall el 3 de noviembre de 1969.

### Otros monumentos
- Capodanno Memorial Chapel, Lakeside TQ, Irak
- Capodanno Chapel, Vietnam
- Capodanno Memorial Chapel, en la base naval de Newport, Rhode Island
- Capodanno Chapel, Hospital Naval, Oakland, California
- Capodanno Street, Base Naval, Newport, Rhode Island
- Capodanno Chapel, Camp Pendelton, California
- Escultura, Piazza Capodanno, Gaeta, Italia
- Capodanno Chapel, Fort Wadsworth, Staten Island
- Capodanno Building, Millington, Tennessee
- Capodanno Chapel, Marine Corps Air Station, Iwakuni, Japón
- Memorial de los Capellanes Católicos, en el cementerio nacional de Arlington, Arlington, Virginia
- Estatua, capilla de Fort Wadsworth.